# Apamea migrata
Apamea migrata là một loài bướm đêm trong họ Noctuidae.